# Herb Anguilli

Herb Anguilli

Herb Anguilli ustanowiony został 30 maja 1990 r. Przedstawia trzy pomarańczowe delfiny w kręgu nad turkusowo-błękitnym morzem. Jest to tradycyjny symbol wyspy. Delfiny symbolizują siłę, jedność i wytrwałość. Herb nawiązuje do flagi Anguilli z 1967 r. (the Three Dolphins Flag).